# ATC code V01
ATC code V01 آلرژن‌ها زیرگروهی درمانی از سیستم طبقه‌بندی شیمیایی درمانی آناتومیک است. این سیستمِ متشکل از کدهای حرفی‌عددی را سازمان جهانی بهداشت برای طبقه‌بندی داروها و سایر تولیدات پزشکی ایجاد کرده است. زیرگروه V01 جزوی از گروه آناتومیک V متفرقه است.

کدهای مورد استفاده در دامپزشکی (کدهای ATCvet) را می‌توان با گذاشتن حرف Q جلو کدهای انسانی ATC ایجاد کرد: مثلاً QV01. 
ممکن است نسخه‌های ملی از طبقه‌بندی ATC حاوی کدهای اضافه‌ای باشند که در این فهرست (نسخهٔ سازمان جهانی بهداشت) نیامده باشند.

## V01A آلرژن‌ها

### V01AA Allergen extracts
V01AA01 پرها
V01AA02 گردهٔ گندمیان
V01AA03 هیره‌ها
V01AA04 قارچ‌های کپک و قارچ‌های مخمر
V01AA05 گردهٔ درختان
V01AA07 حشرات
V01AA08 خوراک
V01AA09 پارچه‌جات
V01AA10 گل‌ها
V01AA11 جانوران
V01AA20 متفرقه